# Украинские беженцы в России
Украи́нские бе́женцы в Росси́и — граждане и постоянные жители Украины, которые самостоятельно или вынужденно уехали в Россию после начала российско-украинской войны. Поскольку аннексированные Россией ДНР и ЛНР не признаны большинством стран мира, перемещение мирного населения из этих регионов классифицируется как «депортация», а возможное усыновление эвакуированных детей рассматривается как преступление против человечности и/или геноцид. Российская сторона отвергает эти обвинения, называя проводимые мероприятия «эвакуацией» и «спасением».
После начала войны в Донбассе в 2014 году из зон боевых действий в Донецкой и Луганской областях в Россию выехало более миллиона человек. Вторая волна миграции началась за неделю до полномасштабного вторжения в феврале 2022 года, когда власти ДНР и ЛНР объявили об эвакуации населения. Точное количество украинцев, прибывших в Россию после февраля 2022 года, неизвестно. По данным ООН, после начала полномасштабных боевых действий в Россию въехали около 1 968 127 украинцев. Российская сторона, однако, значительно увеличивает эту цифру, заявляя, что количество украинских беженцев составляет почти 5 миллионов. Как минимум 19,5 тысяч из них — это дети, незаконно вывезенные на территорию России.
Многие беженцы были вынуждены ехать в Россию, так как «гуманитарные коридоры» работали только в одну сторону, а попытка перебраться на контролируемые Украиной территории была слишком опасной из-за постоянных обстрелов. До посадки в автобус и на блокпостах люди проходили так называемую «фильтрацию» — допросы, целью которых было собрать всю возможную информацию о жителях Украины и выявить потенциальные связи с ВСУ.
В России украинские беженцы могли разместиться в пунктах временного размещения (ПВР) или самостоятельно найти жильё. Многие из них столкнулись с трудностями: отсутствием обещанных выплат, нехваткой средств, чрезмерной бюрократией, грубым обращением, незаконными задержаниями и невозможностью связаться с родными. Спустя два года после приезда в Россию некоторые стали бездомными или продолжают жить в ПВР. По этим причинам многие «эвакуированные» украинцы уезжают из России при поддержке российских волонтёров и общественных организаций. Многие из волонтёров, оказывающие помощь украинским беженцам, подвергаются преследованию в России. На 2024 год отсутствуют точные данные о количестве украинских беженцев, оставшихся в России.

## Волны миграции

### После вооружённого конфликта в Донбассе (2014)
В 2014 году на территории Донецкой и Луганской областей начались боевые действия, которые вызвали крупномасштабный миграционный кризис. К 2016 году почти половина населения региона была вынуждена покинуть свои дома. Только за первые несколько месяцев российскую границу пересекли от 500 до 675 тысяч переселенцев. К концу года в пограничных регионах было развёрнуто около 1000 пунктов временного размещения (ПВР). Согласно данным Управления Верховного комиссара ООН по делам беженцев, в 2014 году Россия стала крупнейшим в мире получателем заявлений о предоставлении убежища — такие заявления подали около 271 200 украинцев.

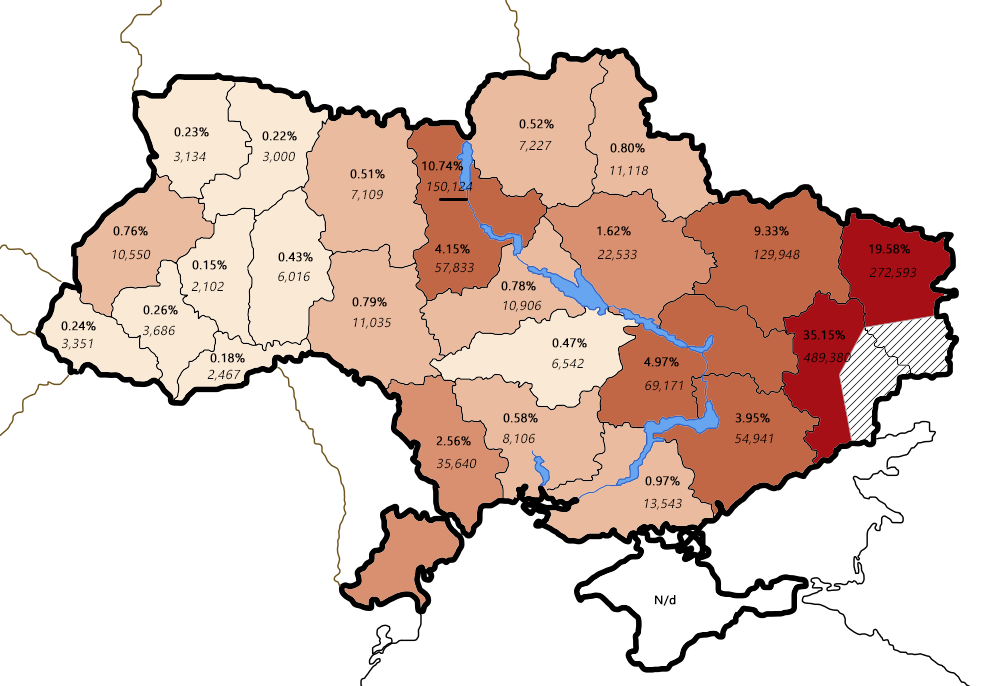
Карта Украины по количеству вынужденных переселенцев, 2019 год

В 2014—2015 годах на «социально-бытовое обустройство» (ПВР, переезд, выплаты и медпомощь) граждан Украины было выделено 13,5 млрд рублей. Первые волны беженцев могли выбрать область или город релокации — ещё в ПВР к ним подходили волонтёры и предоставляли списки потенциальных мест. Однако по приезде люди всё равно сталкивались с высокими ценами на продукты питания и одежду, чрезмерной бюрократией, низким уровнем заработной платы, негативным отношением со стороны местного населения, а также с отсутствием обещанных денежных пособий и гуманитарной помощи. С января 2017 года пункты временного размещения были закрыты — проживавшие там люди оформили российское гражданство, поселились у родственников, вернулись на Украину или на территории, контролируемые непризнанными республиками Донбасса.

### Эвакуация до полномасштабного вторжения
В апреле 2021 года конфликт между Россией и Украиной значительно обострился. В декабре Министр обороны Украины Алексей Резников обратился с призывом к странам Запада сдержать Россию от готовящегося «полномасштабного вторжения». По его словам, одним из главных последствий станут миграционный и продовольственный кризисы — свои жилища покинут от 3 до 5 млн людей. По мнению некоторых экспертов, массовый миграционный кризис оказался выгодным для российских властей, так как он стал дополнительным инструментом для дестабилизации ситуации в Европе.
18 февраля 2022 года глава ДНР Денис Пушилин обратился к жителям региона с заявлением о начале эвакуации в Россию. Основной причиной он назвал наступление Вооружённых сил Украины на Донбасс. В первую очередь эвакуироваться предложили женщинам, детям и пожилым людям. Вскоре аналогичное заявление сделал глава ЛНР Леонид Пасечник. Расследование Bellingcat показало, что оба видео были записаны несколькими днями ранее — 16 февраля. Файл с обращением Леонида Пасечника изначально был сохранён в папке под названием «Бросок мангуста», что дало основание предположить, что военная операция могла носить то же название.
Через несколько часов после объявления об эвакуации Пушилин заявил, что «дело идёт к полномасштабной войне», и предположил, что число беженцев в Россию может составить сотни тысяч человек. МЧС ДНР сообщило, что планирует эвакуировать около 700 тысяч человек. Приоритет был отдан детским домам и школам-интернатам ЛНР. Мужчинам покидать страну не разрешалось, так как предполагалось, что они будут мобилизованы.
Первые эвакуационные автобусы выехали вечером того же дня. Помимо этого, люди покидали Украину на личном транспорте и эвакуационных поездах. Поезда состояли из 10 вагонов и вмещали до 900 человек. Автобусы направлялись в Ростовскую область, а поезда — в Волгоградскую и Курскую области. Уже в ночь на 19 февраля ростовские власти сообщили о прибытии более 1,2 тысячи жителей Донбасса. В этот же день Владимир Путин распорядился выплатить по 10 тысяч рублей каждому беженцу из Донбасса.
На границе с Россией были развёрнуты пункты помощи, где дежурили волонтёры. Беженцам предоставляли горячее питание и, при необходимости, медицинскую помощь. Позднее эвакуированных автобусами и поездами размещали в пунктах временного размещения. Большинство ПВР было развёрнуто в Ростовской области, однако о готовности принять беженцев также заявили в Крыму, Челябинской, Пензенской, Калужской и Владимирской областях.
По данным МЧС ДНР, на 19 февраля из ДНР эвакуировали 3,4 тысячи жителей, а около 25 тысяч самостоятельно покинули ЛНР. На следующий день исполняющий обязанности главы МЧС РФ Александр Чуприян заявил, что границу пересекли 53 тысячи жителей ДНР и ЛНР. Согласно главе ФСБ Александру Бортникову, на 21 февраля в Россию эвакуировали 68 500 человек.
Практически сразу в СМИ стали поступать сообщения о нехватке мест в пунктах размещения. Люди жаловались журналистам на отсутствие должной организации эвакуации, недостаток информации, и, в отдельных случаях, на отсутствие связи. Вскоре после публикации критических материалов пресс-служба губернатора Ростовской области ограничила доступ журналистов в ПВР.

### После полномасштабного вторжения
21 февраля Владимир Путин подписал указ о признании независимости ДНР и ЛНР. 24 февраля он объявил о начале вторжения на Украину.
После начала полномасштабной войны основную часть беженцев в Россию составляли жители оккупированных российской армией территорий — ДНР, ЛНР, Мариуполя и окрестностей Харькова. Из Мариуполя уехали более 80 % оставшихся в живых. По данным министра обороны России Сергея Шойгу, из города были эвакуированы 142 тысячи человек. Часть жителей вынужденно бежала от бомбёжек через территорию ДНР или Крыма. В октябре 2022 года российские войска начали эвакуацию жителей из Херсона и Новой Каховки в связи с контрнаступлением украинской армии. Более 14 тысяч жителей Херсонской области после объявления эвакуации перебрались в Краснодарский край. По словам главы оккупационной администрации Херсонской области Владимира Сальдо, к декабрю 2022 года из Херсона выехали более 115 тысяч человек.
Во многих случаях беженцы с Украины попадали в Россию против своей воли. У многих не было выбора, так как выезд на подконтрольные Киеву территории из зоны боевых действий был невозможен. Российская сторона предлагала эвакуацию только в сторону России и Белоруссии и продолжала обстреливать даже согласованные гуманитарные коридоры. Для жителей Мариуполя единственным способом попасть на территорию Украины было переправиться через реку Кальмиус, разделяющую город, или использовать обходные маршруты, но оба варианта были крайне рискованны из-за непрекращающихся обстрелов. В некоторых районах Херсонской области «эвакуация» в аннексированный Крым и в Россию носила принудительный характер. По словам местных жителей, первыми уезжали те, кто так или иначе сотрудничал с оккупационными войсками. В условиях принудительной эвакуации беженцев лишали украинских документов и вынуждали регистрироваться в России.

## Статистика
Точная статистика о том, сколько граждан Украины въехали в Россию после полномасштабного вторжения, отсутствует. Также неизвестно, сколько украинцев покинули Россию и уехали в другие страны. Это связано с тем, что в России отсутствует институт предоставления убежища и не ведётся прозрачный учёт переселенцев, поэтому данные могут существенно различаться.
По данным ООН, на начало августа 2022 года в Россию въехали 1 968 127 украинцев. Почти половина из них — беженцы из самовоспровозглашенных ДНР и ЛНР. По данным Госдепартамента США, в Россию на июль 2022 года было депортировано до 1,6 млн украинских граждан. В июне 2023 года Управление верховного комиссара ООН по делам беженцев сообщило о рисутствии в России 1,2 млн украинцев, прибывших в страну после начала полномасштабного вторжения.
В феврале 2023 года ТАСС распространяло информацию, что в России находятся пять миллионов украинцев, большинство из которых осталось в стране. По словам аналитика Комитета «Гражданское содействие» Константина Троицкого, ТАСС использовало данные из открытой статистики ФСБ по пересечению границ, которая учитывает не только вынужденных переселенцев и беженцев, но и всех, кто пересекал границу неоднократно. Согласно Троицкому, реальное число беженцев с Украины в России в разы меньше. Комитет «Гражданское содействие» подсчитал, что на основе выделенных правительством 12,3 млрд рублей на единовременную материальную помощь для прибывших из Украины, при размере выплаты в 10 тысяч рублей на человека, в России проживает как минимум 1,2 миллиона граждан Украины.

## Фильтрация
В начале марта 2022 года стали поступать свидетельства об организованных Россией фильтрационных лагерях — системе учреждений на территории ДНР и ЛНР, в которых ведётся проверка «нежелательных» граждан Украины. Управление Верховного комиссара ООН по правам человека заявляло, что целью российской фильтрации является выявление нынешних или бывших сотрудников украинских правоохранительных органов, государственных служащих и военнослужащих украинских вооружённых сил. Однако на практике россияне преследуют любых граждан с проукраинскими и антироссийскими взглядами. Российские власти начали составлять списки политических деятелей, активистов и сотрудников СБУ и ВСУ уже за несколько недель до вторжения, и позже эти списки использовались при «фильтрации». В 20-х числах марта городские власти Мариуполя подтвердили информацию, что российские военные насильно вывозят тысячи жителей города (в основном из Левобережного района) в «фильтрационные лагеря». По словам мэра Вадима Бойченко, вокруг города были развёрнуты четыре фильтрационных лагеря. Эту информацию подтвердила Maxar Technologies, сделав спутниковые снимки в районе села Безыменное, где были обнаружены палаточные городки, способные вместить до 5000 человек. Вероятно, существует два вида фильтрационных пунктов: «фильтрационный пост» и лагерь. Первый функционирует как аналог пограничного пункта, а второй представляет собой место задержания людей до прохождения всех этапов проверки. Принцип распределения людей в то или иное место остаётся неясным. Отдельные свидетели говорят о прохождении фильтрации по прибытии в Россию.
В большинстве случаев процесс «фильтрации» включает допрос, идентификацию личности, обыск и, в некоторых случаях, раздевание для проверки наличия «нацистских» татуировок или следов от использования оружия. Поступали сообщения о массовых случаях жестокого обращения и угроз со стороны российских военных. Согласно докладу ОБСЕ, люди часто подвергались жёстким допросам и унизительным личным обыскам. После прохождения «фильтрации» беженцам выдаётся разрешение на пребывание в РФ, а также на территории ДНР и ЛНР. Судьба не прошедших проверку людей доподлинно неизвестна.
В ответ на жалобы беженцев Федеральная служба безопасности Российской Федерации заявила, что правоохранители работают с пересекающими границу России гражданами Украины «столько, сколько необходимо».
К концу 2022 года правозащитники стали находить граждан Украины в заключении, однако суды не признают за гражданскими пленными никаких прав. По оценкам «Агоры», количество взятых в заложники может достигать нескольких тысяч, при этом местонахождение большинства из них неизвестно.
В октябре 2023 года стало известно, что Россия резко ограничила въезд граждан Украины, не следующих через эвакуационные коридоры. С этого момента украинцев пропускали в страну только через аэропорт «Шереметьево» и КПП в Псковской области на границе с Латвией. Жители оккупированных территорий Украины, которые выехали в Европу и другие страны, могли вернуться домой,где у многих на оккупированных территориях оставались родственники, фактически только через Россию. Вскоре наземный переход в Псковской области был закрыт по решению латвийской стороны. Во время фильтрации в Шереметьеве у украинцев проверяют всю технику и тщательно допрашивают о наличии родственников или друзей в ВСУ. Многим украинцам отказывают во въезде в страну.

## Проживание в России

### Юридический статус
Вывоз населения Украины в Россию международное сообщество рассматривает как насильственную депортацию, поскольку аннексированные Россией территории Украины не признаны абсолютным большинством государств. В России же украинских беженцев относят к категории «вынужденных переселенцев», к которой причисляются граждане, покинувшие свои дома вследствие насилия или преследований, направленных на них или их близких, либо при наличии угрозы таких преследований.
Граждане Украины, покинувшие страну в 2022 году и оказавшиеся в России, могли рассчитывать на временное убежище, разрешение на временное проживание (РВП) или получение гражданства. Статус беженца украинцам присваивают крайне редко — чаще всего им предоставляют временное убежище (ВУ), временное разрешение на проживание (РВП) или гражданство. Это связано с необходимостью выплачивать пособия — беженцам положены пенсии, детские выплаты, пособия по инвалидности и утрате кормильца. По мнению экспертов, статус «беженец» используется российскими властями как политический инструмент. В 2023 году в стране насчитывалось всего 276 человек со статусом «беженца», что, скорее всего, связано с формальным соблюдением Конвенции о статусе беженцев. В 2022 году статус «временное убежище» (предоставляется на срок до одного года, в отличие от статуса «беженец») получили 98 632 человека, из них 99 % прибыли c территории Украины. К концу года в России оставались 67 496 из них. На 31 марта 2024 года в России числились только 15 378 обладателей временного убежища, из которых 12 634 — выходцы из Украины.
Для оформления документов необходимо пройти бесплатную медицинскую комиссию, иметь регистрацию по месту пребывания, а также предоставить нотариально заверенные переводы документов. Для проживающих в пунктах временного размещения регистрация осуществляется по месту их нахождения. Те, кто искал жильё самостоятельно, часто сталкиваются с бюрократическими трудностями и нежеланием владельцев квартир их регистрировать. Если регистрацию негде оформить, людей направляют в регионы, где есть свободные места в пунктах временного размещения. Без регистрации украинцам разрешено находиться в стране не более 3 месяцев. Статус временного убежища (ВУ) и разрешение на временное проживание (РВП) позволяют украинцам законно работать в России, получать медицинскую помощь, устраивать детей в школу и детский сад. Однако, в отличие от РВП, ВУ аннулируется сразу после пересечения границы. Согласно официальному представителю МВД Ирине Волк, граждане ДНР, ЛНР, а также Украины могут оставаться в России даже без разрешительных документов, и в их отношении не будут применяться санкционные меры в виде административной ответственности и высылки из России с ограничением на въезд. Для украинских беженцев, приехавших в Россию после 2014 года, действовал льготный режим пребывания: всем приезжим позволялось работать без специальных документов и находиться в стране неограниченное время. Для тех, кто оформлял временное убежище или статус беженца, послабления действовали напрямую. Остальные должны были постоянно продлевать своё пребывание по истечении обязательных 90 суток.
В 2019 году в России был введён упрощённый порядок получения гражданства для жителей Донецкой и Луганской областей Украины. Согласно данным МВД, с 2014 по 2019 год российские паспорта получили более 300 тысяч украинских граждан. Право на получение российского гражданства в упрощённом порядке освобождает претендентов от необходимости проживать в России пять лет, доказывать наличие средств к существованию и сдавать экзамен на знание русского языка. В период с 2019 по 2022 годы российские паспорта получили около 18 % населения ДНР и ЛНР. В мае 2022 года упрощённый порядок приёма в российское гражданство был распространён на жителей Запорожской и Херсонской областей, а также на украинских детей-сирот. Согласно постановлению, даже нахождение на военной службе на Украине не является основанием для отказа в гражданстве. В первом квартале 2022 года в гражданство РФ были приняты 55 336 украинцев, что составило 39 % от общего числа принятых в гражданство иностранцев. Однако в первом квартале 2023 года в гражданство были приняты только 22 039 человек. В статистике МВД с января по декабрь 2022 года жители ДНР и ЛНР учитываются отдельно: в течение этого года гражданство РФ получили 4891 житель ДНР и 1991 житель ЛНР.

### Распределение и пункты временного проживания
Прибывшие в Россию жители Украины могут самостоятельно найти жильё или выбрать проживание в пунктах временного размещения (ПВР). В первом случае люди чаще всего останавливаются у родственников или, при наличии средств, снимают жильё. При решении остаться в ПВР их направляют в регионы, предоставившие специальные квоты. У людей нет права выбора места размещения, а заселение в ПВР возможно только при прибытии в Россию в составе эвакуационной группы.
В первые месяцы после начала полномасштабной войны российские власти заключили более 600 государственных контрактов на транспортировку, размещение и питание беженцев, общая сумма которых составила почти 1 миллиард рублей. Согласно постановлению от 12 марта 2022 года, Россия планировала принять и разместить более 95 000 беженцев в различных регионах. К августу правительство дополнительно выделило из резервного фонда более 10 миллиардов рублей на организацию ПВР и выплату подъёмных для беженцев.
К августу 2022 года в 59 регионах России было развёрнуто 647 пунктов временного размещения, большинство из них находились в граничащих с Украиной областях. В Москве и Санкт-Петербурге квот на размещение не было. Чаще всего пункты открывали в детских лагерях, школах, базах отдыха и в гостиницах. Однако вскоре волонтёры заметили, что часть пунктов пустовала — власти рассчитывали на более мощный поток беженцев и «переоценили привлекательность страны».
Многих беженцов агитировали переезжать на Дальний Восток, предлагая специальные программы для переселенцев, такие как ипотека под 2 % годовых, подъёмные выплаты, работу и бесплатное жильё. Согласно расследованию издания i, к маю 2022 года в северных регионах России и на Дальнем Востоке было расположено около 38 ПВР для украинских беженцев, к которых могло находиться около 6250 человек (621 из них — дети). В посёлке Врангель на берегу залива Находка было размещено более 300 беженцев из Мариуполя.
Закон позволяет находиться в ПВР максимум 60 дней. В течение этого времени людей должны обеспечивать трёхразовым питанием, койко-местом и базовыми бытовыми удобствами. Также предоставлялась помощь в оформлении документов. Оснащение большинства ПВР соответствовало основным потребностям — номера имели туалет и ванну, телевизор, чайник и маленький холодильник. Однако часто не хватало таких предметов, как сушилки, покрывала, утюги и гладильные доски, подушки и плиты для приготовления пищи маленьким детям — трёхразовое питание не было адаптировано для младенцев. Беженцы в Костромской области жаловались на слабый сигнал связи.
По данным РБК, на декабрь 2023 года в России около 25 тысяч украинских беженцев все ещё проживали в пунктах временного размещения. В Воронежской области находилось 4,7 тысячи человек, в Ростовской — 3 тысячи, а в Краснодарском крае — 2,4 тысячи.

## Трудности
Несмотря на то, что беженцы могут свободно покидать пункты временного размещения (ПВР), многие из них расположены вдали от города. В первые месяцы после прибытия в Россию у людей часто не было денег, телефонов или документов, чтобы уехать. Некоторые пункты были ограждены забором или находились под охраной, в том числе казачьих дружин. В некоторых ПВР Ростовской и Тульской областей беженцам запрещали общаться с волонтёрами, что создавало у людей ощущение, будто они находятся в заложниках.
Несмотря на обещанные президентские выплаты в 10 тысяч рублей, летом 2022 года переселенцы жаловались на значительные задержки и отказы при выделении пособий. По данным петербургской журналистки Светланы Тихомировой, на июнь 2022 года около 90 % переселенцев в Ленинградскую область не смогли получить обещанную выплату. Одной из наиболее распространённых проблем является так называемое «неправильное пересечение границы». Тем, кто въехал в Россию через Польшу, выплаты не положены — необходимо доказать въезд через ДНР, ЛНР или территорию Украины. Также не полагаются выплаты и выехавшим с зоны военных действий российским гражданам. Переселившиеся пенсионеры не получали пенсии. Помимо этого, по данным организации «Гражданское содействие», существует правило, по которому украинцы могут обменять свои накопления в гривнах только после получения 10 тысяч рублей от России. При этом максимальная сумма обмена составляет только 8 тысяч гривен по фиксированному курсу 2,5 рубля за гривну. В регионах, официально не признанных центрами приёма беженцев (например, в Санкт-Петербурге), семьи сталкиваются с дополнительными бюрократическими проблемами. Многие люди живут на пожертвования и гуманитарную помощь, распространяемую в том числе через российское отделение Красного Креста.
В 2023 году проблема с пенсиями для беженцев оставалась острой — многие не могут подтвердить свой трудовой стаж из-за утраты архивов или в связи с боевыми действиями. Это приводит к тому, что пенсии, которые получают беженцы, чаще всего минимальные. В Ростовской области несогласие с размером пенсий является одной из наиболее частых причин обращений. Этих выплат зачастую недостаточно, особенно с учётом необходимости оплачивать аренду жилья самостоятельно.
Среди других проблем, с которыми столкнулись украинские беженцы, — грубое обращение, избиения, фабрикация административных дел с целью задержания, незаконные задержания и исчезновение людей в процессе фильтрации. Также возникает трудность с оформлением регистрации в квартирах. Многие эвакуированные не могут связаться со своими родственниками на Украине. Переселенцы из Украины также сталкиваются с буллингом в школах, а некоторые школьники испытывают трудности с успеваемостью по учебной программе. Беженцы, пытавшиеся обосноваться в Москве, сообщают о проблемах с зачислением детей в школу или детский сад из-за отсутствия регистрации.
Особенно тяжёлая ситуация сложилась у переехавших пенсионеров, людей с тяжёлыми хроническими заболеваниями, многодетных родителей и семей, на попечении которых находятся инвалиды. Эти люди не могут работать и получать рыночную зарплату, что лишает их возможности оплачивать аренду жилья. Возвращаться им некуда — их дома разрушены, а обстрелы в некоторых регионах продолжаются. Социальные выплаты, предлагаемые Россией, недостаточны. В результате многие вынуждены жить в пунктах временного размещения, а некоторые остаются без крыши над головой и живут на улице. Люди не покидают ПВР в надежде вернуться домой, как только это станет безопасно. Однако те, кто остановился у родственников, сталкиваются с проблемой перенаселения квартиры и напряжением в социальных отношениях из-за длительного совместного проживания.
Россия активно принуждает украинских жителей получать российское гражданство. Однако у многих беженцев из Харьковской, Одесской, Киевской и других областей Украины до сих пор нет российских паспортов. Сложности с получением российского гражданства возникают у обладателей украинского удостоверения личности нового образца. Часто они не могут оформить гражданство из-за отсутствия подтверждения проживания на украинской территории. В таких случаях они вынуждены отправлять запрос по месту жительства, но если документы получить не удаётся, то процесс оформления гражданства остановлен. В такой ситуации остаётся легализовываться в России другими способами, например, через получение разрешения на пребывание.

## Отъезд из России
Многочисленные бюрократические и финансовые трудности вынуждают многих украинцев покидать Россию. По этой причине некоторые пункты временного размещения (ПВР) в Нижегородской области оказались на грани закрытия. Большинство направляется в Западную Украину, страны Европейского союза и Грузию. Пересечь российско-украинскую границу и вернуться можно с действующим украинским паспортом. Бюрократические сложности могут возникнуть при выезде с детьми, родившимися на территории России. Число желающих уехать из России могло бы быть больше, однако, как отмечают работники общественных организаций, удаленность ПВР не позволяет эффективно распространять информацию среди украинских беженцев. Русская служба BBC, ссылаясь на данные волонтеров, сообщала, что на начало августа 2022 года не менее 9 тысяч человек выехали через Россию в европейские страны. Официальной статистики о числе уехавших из России украинских беженцев нет.
На границе между Белгородской областью РФ и Сумской областью Украины функционирует пункт пропуска Колотиловка (Россия) — Покровка (Украина), работающий в одну сторону: из России в Украину. Украинцы, эвакуирующиеся с временно оккупированных территорий, могут через него вернуться на подконтрольную Украине территорию. Многие украинцы сталкиваются с многочисленными трудностями при попытках покинуть Россию. Со стороны российских властей они часто подвергаются уничижительному отношению, насмешкам, многочасовым очередям и допросам. Европейские страны, в свою очередь, часто отказывают в приеме украинцам, если они въехали в Россию до начала войны или получили российское гражданство. В страны Европейского союза украинцы часто попадают через пункт Ивангород-Нарва. Введённый осенью 2023 года запрет на въезд в Евросоюз автомобилей с российскими номерами через Латвию, Литву, Эстонию, Финляндию и Польшу негативно сказался на маломобильных украинцах. Ранее российские волонтёры помогали им пересекать границу на частных автомобилях или машинах скорой помощи.
Украинцам помогают покинуть страну российские волонтёры, которые покупают билеты на поезд, предоставляют жилье, довозят до границы и помогают с оформлением документов. Например, НКО «Гражданское содействие», признанная в 2015 году иностранным агентом, предоставляет нуждающимся консультации, одежду, еду и деньги. Другие организации и неформальные объединения ведут работу втайне или были вынуждены покинуть страну из-за репрессий и угроз со стороны российских властей. Координаторов, помогающих украинцам выехать из страны, выявляют сотрудники службы безопасности на границе, опрашивая выезжающих украинцев. На отдельных активистов заводят уголовные дела за распространение «фейков» про российскую армию. Например, в Пензе была задержана активистка, оказывавшая помощь украинским беженцам. На двери её адвоката Игоря Жулимова синей и жёлтой краской нарисовали надпись «Здесь живёт укрнацист». Позже в квартирах её ближайших соратниц был проведены обыски. В середине октября 2023 года был задержан волонтёр Александр Демиденко из Белгородской области. В СИЗО Демиденко подвергался пыткам. В апреле 2024 года против него было возбуждено дело о госизмене. Через несколько дней активиста нашли мёртвым в камере — по версии следствия, он совершил самоубийство. В феврале 2024 года была арестована Надин Гейслер — лидер волонтёрской организации «Армия красоток», которая оказывала помощь украинским беженцам и людям на оккупированных территориях. Против неё было заведено дело по статье о публичных призывах к осуществлению деятельности против безопасности государства. Всего организация Гейслер помогла вывезти из России около 2 тысяч украинцев.

## Депортация и усыновление детей
Украинская сторона классифицирует вывоз украинских граждан в Россию как «депортацию», а усыновление детей — как «похищение». В свою очередь, российские власти называют вывоз детей из захваченных областей «эвакуацией» и «спасением». Усыновление детей из Крыма в семьи других регионов происходило с 2014 года. Под эгидой «Поезда надежды» было вывезено более тысячи детей.
В 2022 году Владимир Зеленский в видеообращении в Международный день защиты детей заявил: «Цель этой преступной политики — не просто украсть детей, но и сделать так, чтобы депортированные забыли об Украине и не могли вернуться». Генеральный прокурор Украины Ирина Венедиктова назвала насильственный вывоз детей с украинской территории военным преступлением и проявлением геноцида. 10 июня 2022 года в Верховной раде Украины был зарегистрирован проект постановления об обращении к Комитету ООН по правам человека, Комитету ООН по правам ребёнка, Международному суду ООН в Гааге и Управлению Верховного комиссара ООН по делам беженцев. В этом обращении депутаты попросили о защите «похищенных и принудительно вывезенных» в РФ детей от усыновления российскими семьями. Рада также призвала международные организации помочь вернуть этих детей на Украину. Постановление указывает на то, что Россия нарушила международное право, депортировав «миллионы граждан Украины, среди которых есть дети, в том числе дети-сироты и дети, лишённые родительской опеки».
Оценки числа депортированных детей сильно варьируются. По данным украинских властей, к ноябрю 2022 года около 300 тысяч детей были насильственно вывезены из Украины на территорию России, где их распределили по разным семьям и регионам. Позднее украинские власти заявили о 19,5 тысячах детей, депортированных с оккупированных Россией территорий за два года полномасштабной войны. В июле 2023 года российские власти сообщили, что в стране находятся примерно 700 тысяч украинских детей, не называя это насильственной депортацией.
На январь 2024 года было известно как минимум о 400 украинских детях, которые были устроены в российские семьи. В некоторых случаях родителям удавалось вернуть своих детей и уехать из России. На февраль 2024 года известно о 388 детях, которых депортировали с оккупированных РФ территорий, и которым удалось установить связь со своими родственниками.